# روسین‌ها
روسین‌ها (زبان روسینی: Русины Rusynŷ;که گاهی به آن‌ها Руснакы روسناکی گفته می‌شود– روسناک‌ها) یک قومیت عمدتاً  دور از وطن هستند که به یک زبان اسلاوی شرقی موسوم به زبان روسینی تکلم می‌کنند. روسین‌ها نشأت گرفته از مردمان روتنی هستند که از قوم‌نام «اوکراینیان» در اوایل قرن بیستم استفاده نکردند. آنان که ساکن کوه‌های کارپات بودند، گاهی با جماعت مرتفع‌نشین لهستانی گورال‌ها مرتبط می‌شوند.
نام داخلی روسین به کثرت از سوی حکومت‌های گوناگون به رسمیت شناخته شده و در برخی موارد ممنوع شده‌است. روسین نامی داخلی از روتنیان است.
جمعیت اصلی روسین‌ها کارپاتو-روسین‌ها، کارپاتو-روتنی‌ها، کارپاتو-روس‌های روتنیای کارپاتی هستند:یک منطقهٔ گسسته فرامرزی در غرب اوکراین، شمالشرق اسلواکی، و جنوبشرق لهستان.
امروزه، اسلواکی، لهستان، مجارستان،  جمهوری چک، صربستان و کرواسی رسماً روسین‌ها یا روتنیان را به عنوان یک اقلیت قومی به رسمیت می‌شناسند.